# Caisse de retraite
Une caisse de retraite est une institution financière, publique ou privée (et dans ce dernier cas commerciale ou mutuelle), qui reçoit des cotisations, à titre obligatoire ou facultatif, servant à alimenter des versements de retraites de salariés ou de travailleurs indépendants en utilisant un procédé de capitalisation ou de répartition.
On parle de caisse primaire pour le régime de base et de caisse complémentaire pour les prestations au-delà de ce régime.
Par ailleurs, certaines de ces caisses peuvent verser d'autres pensions (invalidité…) ou rentes (viagères…) que celles correspondant à la retraite.

## Caisses de retraites comme investisseurs
Étant donné l'importance des actifs financiers qu'elles gèrent, les caisses de retraite sont d'importants actionnaires d'entreprises privées et publiques (listées en Bourse). Elles sont surtout prépondérantes sur le marché des actions où les gros investisseurs institutionnels comme la Caisse de dépôt et placement du Québec dominent.
Les 300 plus importantes caisses de retraite détiennent collectivement environ 6 000 milliards de dollars américains d'actifs. En janvier 2008, The Economist a rapporté que Morgan Stanley estimait que l'ensemble des caisses de retraite de la planète détenaient au-delà de 20 000 milliards de dollars américains d'actifs, soit le plus important groupe d'investisseurs, devant les fonds de placement, les compagnies d'assurance, les réserves de change, les fonds souverains, les fonds spéculatifs, et le capital-investissement.